# شهرستان النا
شهرستان النا (به بلغاری: Elena Municipality) یک شهرستان در بلغارستان است که در استان ولیکو تارنوو واقع شده‌است. شهرستان النا ۶۷۱٫۳۹ کیلومتر مربع مساحت و ۱۰٬۴۰۷ نفر جمعیت دارد.